# Javorniški Rovt
Javorniški Rovt je naselje v Občini Jesenice.

## Geografska lega
Javorniški Rovt je ob povirju potoka Javornik razpršena vas od 840 do 1100 mnv na prisojni strani Karavank, ki jo omejuje na zahodni strani Špik, Jelenkamen, Lenčkov Špik, Španov vrh in Črni vrh, naprej proti severu Sedlo na Golici, Ptičji vrh, Kočna, Lepi vrh, Belska planina (Struška), sedlo Seče in naprej Belščica in proti vzhodu Stamare, Debelo Brdo in Lniče, proti jugu pa asfaltirana cesta vodi v dolino na Slovenski Javornik. Gozdni cesti preko Križevca povezujeta vas čez Savske Jame s Planino pod Golico in s Prihodi.

## Geološke značilnosti področja
Območje Javorniškega Rovta je v zahodnem delu Karavank, ki spada po geološkem pogledu v gorotvornem elementu v Dinaroide kot posledica delitve po periadriatskem šivu, kjer so kamenine nastajale v plitvem morju in le občasno z vulkansko dejavnostjo. V zahodnih Karavankah prevladuje apnenec, na področju Planine pod Golico in Javorniškega Rovta pa je obsežno področje peščenjaka in konglomerata, ki je slabo odporen na erozijo. Prisotni so tudi dolomiti, laporji in breče. Na tem območju imamo številne kamenine in fosile iz zgodnjega karbona, perma, triasa, spodnje jure, eocena in kvartarja. Zlasti karbonske plasti so bogate z železovo rudo, ki so jo kopali v Savskih jamah, na področju Javorniškega Rovta pa bolj manganovo rudo. Prisotna je tudi svinčeva in cinkova mineralizacija.
Relativno odporne kamenine povzročajo večji površinski odtok voda, več hudournikov in posledično večjo erozijo ter večjo možnost za nastanek zemeljskih plazov. Ledenik, premikajoč v smeri Medjega dola, je zapustil debelozrnato moreno z ogromnimi bloki dachsteinskega apnenca v bližini Centra šolskih in obšolskih dejavnosti Trilobit, ki se imenuje po najdenem fosilu v Spodnjih Počivalih.
Prevladujoča prst  je rendzina s temnim oziroma temnorjavim akumulacijsko-humusnim horizontom, ki nastaja na karbonatni podlagi z več kot 60% kalcijevega karbonata, in je manj odporna proti eroziji ter zato bolj primerna za pašnike in gozd.

## Zgodovina

### Nastajanje vasi
Področje Javorniškega Rovta je bilo poraščeno z gozdom. Naprej je potekal prehod skozi Medji dol čez Seče in čez Sedlo na Golici v Dravsko dolino na Koroško. Po redkih arheoloških najdbah (koščena igla s Klobučne nad Jelenkamnom, bronasto bodalo z Medvedjaka (tudi Viševnika) nad Medjim dolom, bronasta sulica z Jezerc in   železna sulična ost iz 9. stoletja) je sklepati, da so ljudje v najstarejših časih le redko zašli na te strmine. Gozd so kasneje krčili tako kmetje iz Koroške Bele in Javornika kot tudi stalni naseljenci, da so pridobili travnike (t.i. rovte) in pašnike ter kasneje njive, ki so omogočala stalnim naseljencem poljedelstvo. Razlog za naselitev je bilo tudi kopanje rude v področjih nad vasjo, v Lepenah in Savskih jamah, taljenje železove rude v kmečkih pečeh (roštancah ali gromedlih), oglarjenje in tovorjenje lesa in rude. Friderik Ortenburški je izdal rudarski red za Planino in Savo leta 1381, 1403 pa je briksenški škof Urlich podelil rudnike železove rude pod Belsko planino Hermanu von Eselu. Vas Gereut  (Rovt) nad Koroško Belo je prvič omenjena v blejskem urbarju iz leta 1464. Leta  1602 urbar omenja v Javorniškem Rovtu 3 kmetije in kajžo.

### Rudarstvo in železarstvo
V času pozne antike so se v planinskih predelih Belščice »staroselci« že ukvarjali z železarsko dejavnostjo, kasneje s kolonizacijo pa so ljudje zopet začeli s kopanjem železove rude, čemur je sledil razvoj taljenja železove rude v kmečkih pečeh, kot v Lepenah. V 16. stoletju na Javorniku Matija Senuss zgradi nove fužinske obrate: Nastajalo je večje naselje Javornik. Družina Pasarelli s Koroške je kupila javorniške fužine in rudnike v Savskih jamah in Lepenih od Buccelinijev ter zgradila na Javorniku graščino, v Javorniškem Rovtu pa rudarsko postojanko na Pristavi leta 1647. Zamenjalo se je več lastnikov, dokler ni železarske obrate in rudnike kupila družina Zois iz Ljubljane leta 1752. Botanik Karl Zois, brat Žiga Zoisa, je zasadil na Pristavi več tujih dreves in proučeval rastlinstvo na Belščici in Belski planini (po njem zoisova zvončnica , zoisova vijolica). Leta 1870 je odkupila obrate in rudnike leto prej osnovana Kranjska industrijska družba. Rudniki so se opuščali konec 19. stoletja. Delo v rudniku Savske jame se je ustavilo leta 1907, medtem ko je delalo leta 1895 še 210 rudarjev. Železarski obrati na Javorniku so bili v 20. stoletju posodobljeni in povečani. Zgrajene so bile valjarne, ki so skupaj z drugimi železarskimi obrati na Jesenicah zaposlovali tudi vaščane iz Javorniškega Rovta.

### Prebivalci
Po naselitvi pastirjev, novih naseljencev ob »rovtarski kolonizaciji«, ki jo je na tem področju spodbujalo Blejsko gospostvo, so se oblikovale kmetije in manjše kajže, tako da je bilo v prvi polovici  19. stoletja 19 hišnih številk: Suhar (št. 1), Jencelj (št. 2), Skednač (št. 3), Noč (št. 5), Kajžnik (št. 6), Lenčk (št.. 7), Miševc (št. 9), Mihelj (št. 10), Vrvač (št. 12),  Mišišnik (št. 14),  Zimovc (št. 15), Šronc (št. 16), Mokerl (št. 18), Kvadnik (št. 19).  Večina naseljencev se je pisala Noč (Notsch), kar kaže, da bi začetnik prve kmetije v Javorniškem Rovtu lahko izhajal s Koroške. Po popisu prebivalstva v letu 1754 je bilo v vasi 135 prebivalcev na štirih kmetijah (Noč, Skednač, Lenčk, Miševc), v desetih kajžah in v rudarski postojanki na Pristavi. Dunajski kartografi so konec 18. stoletja zabeležili v vasi 11 stavb. Gibanje števila prebivalcev se vidi po kasnejših popisih: leta 1869 99, leta 1931 124, leta 1953 140,  leta 1971 119, leta 1991 140 (v 82 stanovanjih),  leta 2002 189, leta 2011 249 in leta 2020 275 prebivalcev (v 89 stanovanjih in 108 gospodinjstvih). Povečanje prebivalstva ob koncu preteklega stoletja je zaradi več stalnih naseljencev  v zgrajenih počitniških hišah, v prvem desetletju 21. stoletja pa je bilo zgrajeno več novih hiš, zlasti pri Leščanu.

### Kmetijstvo
Vaščani Javorniškega Rovt so se preživljali z živinorejo in poljedelstvom, kjer pa ni bilo zadosti zaslužka. Obdelovalno kmetijsko zemljo so si pridobili s krčenjem gozdov okoli bivališč in na oddaljenejših gozdnih zemljiščih, kjer so nastali rovti, to je travniki, ki so jih enkrat letno kosili in morda še pasli. Krčenje gozdov je bilo povezano tudi z oglarjenjem. 
Poglavitna je bila živinoreja, za prevoz in delo na polju zlasti voli in kasneje konji. Leta 1913 so na 15 kmetijah našteli 27 volov, 34 krav in 67 glav preostalih govedi ter 110 ovc. Dodatno so imeli še perutnino, prašiče, tudi koze in kasneje konje. Paša je potekala v glavnem po gozdovih in v planinah (Pusti rovt – leta 1924 30 glav govedi, Belščica ovce). Skupna paša se je urejala v srenji skupaj z vasjo Javornik, delno z imenikom iz leta 1913, pri čemer sta bili vasi samostojni in sta imela od leta 1934 do 1940 le skupnega načelnika. Po podržavljenju in poskusu osnovanja skupne ekonomije po drugi svetovni vojni, se samostojna pašna skupnost ustanovi leta 1988 in  agrarna skupnost leta 1994.  Po drugi svetovni vojni skupna paša poteka skupaj s kmeti iz Koroške Bele tudi na Svečici.
Zemlja okoli hiše je bila namenjena za njive, kjer so gojili rž, ječmen, oves, proso, ajdo, lan, deteljo, krompir, repo ter peso, korenje in kolerabo za prašiče,  in za travnike za pripravo krme za živino. Na vrtovih ob hiši so imeli drugo povrtnino pa tudi sadovnjak, ker niso smele manjkati tepke in moštarice. Leta 1991 je bilo v vasi popisanih v 20 kmečkih gospodarstvih 77 govedi, 45 ovc, 12 prašičev in 5 konjev.

### Družabno življenje
Od leta 1899 je bila podružnična ljudska šola na Pristavi. Leta 1928 je gradbenik Belcijan zgradil za šolo novo stavbo nad Šroncem, kjer so poleg šole uprizarjali tudi gledališke igre. Po letu 1967 so morali vsi šolarji hoditi v osnovno šolo na Koroško Belo. Pred letom 1967 so naredili makadamsko cesto do Rezervarja, ki je nadomestila stari kolovoz. Asfaltiranje ceste je potekalo v letu 1988 in proti Mlaki v letu 1998. Leta 1980 je bila vzpostavljena redna avtobusna linija z Jesenicami.
Na prostoru stare šole so vaščani zgradili v letih od 1981 -1983 gasilski dom z dvorano, v kateri potekajo kulturne prireditve in srečanja.  Z osnovanjem samostojne gasilske desetine leta 1980 in z ustanovitvijo PGD Javorniški Rovt leta 1988 je veliko vaščanov vključenih v gasilsko dejavnost in z njo povezanih.
Na Pustem rovtu je bil od leta 1934 do 1943 smuški dom, nad katerim je bila leta 1938 tekma državnega prvenstva v alpskih disciplinah. Od leta 1972 do konca devetdesetih let so potekala na Pristavi tekmovanja v smučanju »Kurirski smuk«. Pred tem so bila organizirana v ožjem obsegu v Medjem dolu.
Več zabav in prireditev poteka v in ob Domu na Pristavi, med njimi tudi vleka ploha. Stara graničarska karavla pri Rezervarju je bila po letu 1991 preurejena v Center šolskih in obšolskih dejavnosti, ki je namenjena poučevanju in raziskovanju geologije, preteklega rudarstva in bioloških posebnosti tega področja.

## Kulturna dediščina
- Miševčeva hiša, Skednačeva hiša
- Dom Pristava in Zoisov park s tremi jezeri
- Hidroelektrarna KID iz leta 1908 s 3900m dolgim vodovodom za pogon javorniških valjarn iz leta 1899
- Rudniki na Lepenih
- Rudarska učna pot
- Fantovsko znamenje na Pristavi, znamenje pri Skednaču, znamenje pod Kvadnikom, znamenje pod Sečami pri gospodovih kočah, Petrovo znamenje pod Počivali, križ na Križovcu, kapelica pri Lenčku

## Naravne znamenitosti
- Javorniški slapovi
- Izvir potoka Javornik in zajetje
- Jezero in CŠOD Trilobit
- Narcisne poljane na Pristavi, po rovtih
- Slovenska geološka pot